# Cryphia perla
Cryphia perla är en fjärilsart som beskrevs av Ignaz Schiffermüller 1776. Cryphia perla ingår i släktet Cryphia och familjen nattflyn. Inga underarter finns listade i Catalogue of Life.